# Campeonato Africano de Fútbol Playa de 2013
El Campeonato Africano de Fútbol Playa de 2013 de la CAF se disputó del 22 al 26 de mayo de ese mismo año en la ciudad de El-Yadida, Marruecos. La confederación dispone de dos cupos directos para la copa mundial, a disputarse en Papeete, en la Polinesia Francesa, que está inscrita a la FIFA bajo el nombre de Tahití. La selección de Senegal fue la ganadora por tercera ocasión en la historia del evento regional, mientras que Costa de Marfil se ubicó en el segundo puesto y también logró la clasificación a la copa del mundo. 

## Participantes
En cursiva, los países debutantes.
| Equipos participantes | Equipos participantes |
| --------------------- | --------------------- |
| Costa de Marfil       | Madagascar            |
| Egipto                | Marruecos             |
| Ghana                 | Nigeria               |
| Libia                 | Senegal               |

## Sistema de competición
En la primera fase, los equipos fueron divididos en dos grupos de cuatro integrantes, los cuales jugaron todos contra todos. Avanzaron a la segunda fase el primer y segundo lugar de cada grupo. Los cuatro equipos clasificados fueron emparejados, y los ganadores de cada juego clasificaron a la copa del mundo, así como decidieron el campeón del torneo. Los perdedores disputaron el tercer puesto.

## Calendario y resultados

### Primera fase

#### Grupo A
| Equipo     | Pts | PJ | PG | PG+ | PP | GF | GC | Dif |
| ---------- | --- | -- | -- | --- | -- | -- | -- | --- |
| Senegal    | 9   | 3  | 3  | 0   | 0  | 21 | 8  | 13  |
| Marruecos  | 6   | 3  | 2  | 0   | 1  | 17 | 8  | 9   |
| Madagascar | 3   | 3  | 1  | 0   | 2  | 16 | 16 | 0   |
| Ghana      | 0   | 3  | 0  | 0   | 3  | 8  | 30 | -22 |

| Fecha              | Lugar     |            |                       | Resultado |                       |            |
| ------------------ | --------- | ---------- | --------------------- | --------- | --------------------- | ---------- |
| 22 de mayo de 2013 | El-Yadida | Senegal    | Bandera de Senegal    | 7:3       | Bandera de Madagascar | Madagascar |
| 22 de mayo de 2013 | El-Yadida | Ghana      | Bandera de Ghana      | 2:9       | Bandera de Marruecos  | Marruecos  |
| 23 de mayo de 2013 | El-Yadida | Senegal    | Bandera de Senegal    | 11:3      | Bandera de Ghana      | Ghana      |
| 23 de mayo de 2013 | El-Yadida | Marruecos  | Bandera de Marruecos  | 6:3       | Bandera de Madagascar | Madagascar |
| 24 de mayo de 2013 | El-Yadida | Madagascar | Bandera de Madagascar | 10:3      | Bandera de Ghana      | Ghana      |
| 24 de mayo de 2013 | El-Yadida | Marruecos  | Bandera de Marruecos  | 2:3       | Bandera de Senegal    | Senegal    |

#### Grupo B
| Equipo          | Pts | PJ | PG | PG+ | PP | GF | GC | Dif |
| --------------- | --- | -- | -- | --- | -- | -- | -- | --- |
| Costa de Marfil | 9   | 3  | 3  | 0   | 0  | 14 | 9  | 5   |
| Nigeria         | 6   | 3  | 2  | 0   | 1  | 20 | 13 | 7   |
| Egipto          | 3   | 3  | 1  | 0   | 2  | 13 | 15 | -2  |
| Libia           | 0   | 3  | 0  | 0   | 3  | 11 | 21 | -10 |

| Fecha              | Lugar     |                 |                            | Resultado |                            |                 |
| ------------------ | --------- | --------------- | -------------------------- | --------- | -------------------------- | --------------- |
| 22 de mayo de 2013 | El-Yadida | Costa de Marfil | Bandera de Costa de Marfil | 4:1       | Bandera de Egipto          | Egipto          |
| 22 de mayo de 2013 | El-Yadida | Libia           | Bandera de Libia           | 4:8       | Bandera de Nigeria         | Nigeria         |
| 23 de mayo de 2013 | El-Yadida | Costa de Marfil | Bandera de Costa de Marfil | 5:4       | Bandera de Libia           | Libia           |
| 23 de mayo de 2013 | El-Yadida | Nigeria         | Bandera de Nigeria         | 8:4       | Bandera de Egipto          | Egipto          |
| 24 de mayo de 2013 | El-Yadida | Nigeria         | Bandera de Nigeria         | 4:5       | Bandera de Costa de Marfil | Costa de Marfil |
| 24 de mayo de 2013 | El-Yadida | Egipto          | Bandera de Egipto          | 8:3       | Bandera de Libia           | Libia           |

### Segunda fase

#### Semifinales
| Fecha              | Lugar     |                 |                            | Resultado |                      |           |
| ------------------ | --------- | --------------- | -------------------------- | --------- | -------------------- | --------- |
| 25 de mayo de 2013 | El-Yadida | Senegal         | Bandera de Senegal         | 9:8       | Bandera de Nigeria   | Nigeria   |
| 25 de mayo de 2013 | El-Yadida | Costa de Marfil | Bandera de Costa de Marfil | 5:4       | Bandera de Marruecos | Marruecos |

#### Tercer lugar
| Fecha              | Lugar     |         |                    | Resultado |                      |           |
| ------------------ | --------- | ------- | ------------------ | --------- | -------------------- | --------- |
| 26 de mayo de 2013 | El-Yadida | Nigeria | Bandera de Nigeria | 2:7       | Bandera de Marruecos | Marruecos |

#### Final
| Fecha              | Lugar     |         |                    | Resultado |                            |                 |
| ------------------ | --------- | ------- | ------------------ | --------- | -------------------------- | --------------- |
| 26 de mayo de 2013 | El-Yadida | Senegal | Bandera de Senegal | 4:1       | Bandera de Costa de Marfil | Costa de Marfil |

|                               |
| Campeón Senegal Tercer título |

## Clasificados alMundial de Fútbol Playa 2013
| Bandera de Costa de Marfil | Bandera de Senegal |
| Costa de Marfil            | Senegal            |
| -------------------------- | ------------------ |